# جون ميريل
جون ميريل (بالإنجليزية: Jon Merrill)‏ هو لاعب هوكي الجليد أمريكي، ولد في 3 فبراير 1992 في أوكلاهوما سيتي في الولايات المتحدة.

## وصلات خارجية
- جون ميريل على موقع دوري الهوكي الوطني (الإنجليزية)
- جون ميريل على موقع EliteProspects.com (الإنجليزية)
- جون ميريل على موقع Eurohockey.com (الإنجليزية)
- جون ميريل على موقع HockeyDB.com (الإنجليزية)
- جون ميريل على موقع Hockey-Reference.com (الإنجليزية)